# Nuoto per salvamento ai Giochi mondiali 2022 - 50 m trasporto manichino maschile
La gara dei 50 m trasporto manichino maschile di nuoto per salvamento ai Giochi mondiali 2022 si è svolta l'11 luglio 2022 a Birmingham. Il programma non prevedeva turni preliminari ma solamente la finale.

## Risultati
| Pos | Atleta                  | Nazione  | Tempo |
| --- | ----------------------- | -------- | ----- |
|     | Danny Wieck             | Germania | 28.96 |
|     | Francesco Ippolito      | Italia   | 29.16 |
|     | Joshua Perling          | Germania | 29.40 |
| 4   | Mauro Ferro             | Italia   | 29.72 |
| 5   | Wojciech Kotowski       | Polonia  | 30.25 |
| 6   | Raul Marek Szpunar Rosa | Spagna   | 30.43 |
| 7   | Mathieu Perrillon       | Francia  | 30.77 |
| 8   | Pau Beltran Cabedo      | Spagna   | 31.18 |